# Município de Webster (condado de Jackson, Carolina do Norte)
Localização da Carolina do Norte nos E.U.A.
O município de Webster (em inglês: Webster Township) é um localização localizado no  condado de Jackson no estado estadounidense da Carolina do Norte. No ano 2010 tinha uma população de 2.686 habitantes.

## Geografia
O município de Webster encontra-se localizado nas coordenadas 35° 19′ 55,36″ N, 83° 13′ 27,53″ O.